# روبن تورنر
روبن تورنر (بالإنجليزية: Robin Turner)‏ (10 سبتمبر 1955 بكارلايل في المملكة المتحدة - ) هو لاعب كرة قدم بريطاني في مركز الهجوم. لعب مع إيبسويتش تاون وسوانزي سيتي وكولتشستر يونايتد وبري تاون.

## وصلات خارجية
- روبن تورنر على موقع قاعدة بيانات كرة القدم.إي يو (الإنجليزية)
- روبن تورنر على موقع عالم كرة القدم.نت (الإنجليزية)